# Шелія Реваз Іванович
Реваз Іванович Шелія (24 жовтня 1956, Махарадзе) — радянський футболіст, який грав на позиції як нападника та півзахисника. Відомий виступами переважно в клубі «Динамо» з Батумі, в якому провів понад 100 матчів лише в першій лізі, всього в радянській першій лізі зіграв понад 150 матчів.

## Клубна кар'єра
Реваз Шелія народився в місті Махарадзе. Розпочав займатися футболом у ФШМ міста Тбілісі. У 1975 році розпочав виступи у дублюючому складі тбіліського «Динамо», а в 1976 році став гравцем команди другої ліги «Динамо» з Батумі, в якій грав до 1979 року. У 1980 році став гравцем команди першої ліги «Гурія» з Ланчхуті, другу половину сезону провів у команді другої ліги «Локомотив» з Самтредія. У 1981 році став гравцем армійського клубу першої ліги СКА з Одеси, в якому грав до початку сезону 1982 року. У 1982 році, разом із досвідченими футболістами Анатолієм Шелестом та Сергієм Никифоренком, став гравцем команди першої ліги «Таврія» з Сімферополя, щоправда основним футболістом у команді не став. У 1983 році став гравцем команди другої ліги «Мерцхалі» з Махарадзе. У 1984 році став гравцем команди першої ліги «Динамо» з Батумі. У складі батумської команди Шелія зіграв 114 матчів у першій лізі, завершив виступи на футбольних полях у 1987 році.